# Шинкаренко Федір Іванович
Фе́дір Іва́нович Шинкаре́нко (4 (17) лютого 1913 —23 квітня 1994) — радянський військовий діяч, генерал-полковник авіації, Герой Радянського Союзу (7.04.1940), Заслужений військовий льотчик СРСР (1966). Депутат Верховної Ради СРСР 4-го скликання. Кандидат у члени ЦК КПУ в 1954—1956 роках.

## Життєпис
Народився 4(17) лютого 1913 року в селі Новомиколаївці Області війська Донського (тепер Азовського району Ростовської області, РФ). Деякий час родина проживала у сусідньому селі Самарському.
У 1931 році закінчив семирічну професійно-технічну школу в місті Азові. Працював слюсарем у місті Ростові-на-Дону та у Вешенській машинно-тракторній станції. Без відриву від виробництва у 1932 році закінчив Ростовську крайову школу пілотів-планеристів. У 1932 році вступив до комсомолу.
З вересня 1932 року — у Червоній армії. У 1933 році закінчив Качинську (за іншими даними, Свердловську) військову авіаційну школу льотчиків. У 1933 — 1937 р. — льотчик-інструктор Качинської військової авіаційної школи.
З 1937 року служив у стройових частинах Військово-повітряних сил (ВПС) Ленінградського військового округу.
Член ВКП(б) з 1939 року.
Учасник радянсько-фінської війни з 1939 року. У листопаді 1939 — березні 1940 р. — командир авіаційної ескадрильї 7-го винищувального авіаційного полку.
У 1941 році закінчив 1-й курс Військово-повітряної академії у селищі Моніно.
Учасник німецько-радянської війни з 1941 року. У липні 1941 — липні 1944 р. — командир 42-го (з лютого 1944 — 133-го гвардійського) винищувального авіаційного полку. У липні 1944 — травні 1945 р. — командир 130-ї винищувальної авіаційної дивізії. Воював на Брянському, Західному, Ленінградському, Калінінському, 1-му Прибалтійському, 2-му і 3-му Білоруських фронтах.
У 1945—1946 роках — командир 130-ї винищувальної авіаційної дивізії Московського військового округу.
У 1949 році закінчив Військово-повітряну академію у селищі Моніно.
У 1949—1951 роках — на командних посадах у Військово-повітряних силах у Групі радянських окупаційних військ в Німеччині та в Прикарпатському військовому окрузі.
У 1951—1953 роках — командувач військ Протиповітряної оборони (ППО) Прибалтійського району.
У 1953—1954 роках — командувач військ ППО Київського району. У 1954—1955 роках — командувач винищувальної авіації Київської армії ППО.
У 1955 — 1956 р. — заступник головного радянського військового радника ВПС і ППО у Болгарській Народній Республіці.
У 1956 — 1958 р. — командувач ВПС Воронезького військового округу.
У 1958 — 1973 р. — командувач 30-ї (з квітня 1968 — 15-ї) повітряної армії Прибалтійського військового округу.
У 1973 — 1975 р. — консультант Ризького вищого військово-інженерного авіаційного училища.
З жовтня 1975 р. — у запасі. Проживав у місті Ризі, потім переїхав у Москву.
Похований на Гарнізонному цвинтарі у селищі Моніно Щолковського району Московської області.

## Звання
- майор авіації (1941)
- підполковник авіації (1943)
- гвардії полковник авіації (1943)
- генерал-майор авіації
- генерал-лейтенант авіації
- генерал-полковник авіації (1967)

## Нагороди
- Герой Радянського Союзу (7.04.1940)
- чотири ордена Леніна (7.04.1940, .07.1942,)
- три ордена Червоного Прапора (.09.1943,)
- орден Кутузова 2-го ст. (.01.1945)
- орден Вітчизняної війни 1-го ст. (6.04.1985)
- орден Червоної Зірки
- медалі
- Заслужений військовий льотчик СРСР (1966)